# Vangani
Vangani es una  ciudad censal situada en el distrito de Thane en el estado de Maharashtra (India). Su población es de 12628 habitantes (2011). Se encuentra a 99 km de Thane y a 129 km de Bombay.

## Demografía
Según el censo de 2011 la población de Vangani era de 12628 habitantes, de los cuales 6607 eran hombres y 6021 eran mujeres. Vangani tiene una tasa media de alfabetización del 83,70%, superior a la media estatal del 82,34%: la alfabetización masculina es del 88,60%, y la alfabetización femenina del 78,31%.